# Dariusz Lassotta
Dariusz Lassotta (* 19. August 1998 in Werne) ist ein deutscher Boxer im Schwergewicht. Aktuell trainiert er als Teil der deutschen Nationalmannschaft im olympischen Boxen am Bundesstützpunkt Boxen in Schwerin unter Bundestrainer Michael Timm.

## Karriere

### Jugend
Im frühen Kindesalter begann er zunächst in seinem Heimatort beim SuS Oberaden Fußball zu spielen. Erst im Jahr 2014, im Alter von 15 Jahren, entdeckte er das Boxen für sich. Er trat dem BC Gahmen bei und trainierte unter der Anleitung von Anatolij Pous aus Usbekistan. Seinen ersten Kampf konnte er am 25. Oktober 2014 mit einem technischen Knockout in der zweiten Runde direkt für sich entscheiden., Anschließend wurde er innerhalb seines ersten Boxjahres im Jugend-Schwergewicht im Dezember 2014 Kreismeister. im März 2015 Westfalenmeister und im Juni 2015 Vizemeister bei den NRW-Jugendmeisterschaften Aufgrund der Erfolge im Boxen entschied er, sich zukünftig voll auf das Boxen konzentrieren zu wollen und verließ die A-Jugend des SuS Oberaden.
2016 wechselte er die Gewichtsklasse und wurde Meister bei den NRW-Jugendmeisterschaften im Superschwergewicht. Mit einer Kampferfahrung von nur 10 Kämpfen fuhr er im Juni zur Deutschen U-19 Meisterschaft in Velbert. Hier unterlag er Leon Gavanas im Halbfinale. und gewann die Bronzemedaille. Im November erreichte er die Silbermedaille bei den Deutschen U-21-Meisterschaften in Moers, wobei er sich Granit Shala im Finale durch einen technischen Knockout geschlagen geben musste.
Nachdem er sich im Jahr 2017 für die Deutschen Meisterschaften der Männer qualifizierte, boxte er im Jahr 2018 wieder auf der Deutschen Meisterschaft der U-21 im Schwergewicht. Da er bereits im ersten Kampf ausschied, begann er, aufgrund der Möglichkeit mit Sparringspartnern in seiner Gewichtsklasse trainieren zu können, Ende des Jahres zusätzlich am Stützpunkt im Boxzentrum Münster zu trainieren. Dort trainierte er zunächst zweimal wöchentlich gemeinsam mit dem mehrfachen Deutschen Meister im Jugend-Schwergewicht Thahel Rentmeister unter der Leitung seines Trainers Engin Bereketoglu. Später kam es, trotz weiteren parallelen Trainings unter Anatolij Pous und Engin Bereketoglu, zu einem Vereinswechsel vom BC Gahmen zum Boxzentrum Münster, da ihm dadurch die Teilnahme an mehr Wettkämpfen möglich war.
Im Juni 2019 sicherte er sich, nach einem deutlichen 3:0-Sieg gegen Vladimir Troschkin auf den Deutschen Hochschulmeisterschaften in Cottbus, den Titel des Deutschen Hochschulmeisters. Dieser Sieg brachte ihm die Qualifikation für die Hochschulweltmeisterschaften in Malaysia ein, welche jedoch infolge der COVID-19-Pandemie abgesagt wurden.
Nach der COVID-19 bedingten Zwangspause qualifizierte er sich im September 2020 bei einem Round-Robin-Turnier in Chemnitz nach einem Sieg im Schwergewicht gegen Athanasios Kazakis für die U-22 Europameisterschaften., Die Qualifikation, für die im Juni 2021 in Italien stattfindenden Europameisterschaften bestätigte er mit einem Sieg in einem Ausscheidungskampf gegen Eric Reisenhauer, wieder im Rahmen eines Round-Robin Turniers in der Motorworld in Köln.

### Elite
Seine ersten Erfahrungen in der Elite-Klasse (Männer) sammelte er im Jahr 2017. Hier qualifizierte er sich im Juli im Superschwergewicht für die Deutschen Meisterschaften, boxte jedoch dann zum Zeitpunkt der Meisterschaft im Dezember wieder im Schwergewicht und scheiterte im Auftaktkampf.
2019 resultierte ein erneuter Wechsel ins Superschwergewicht in einen Sieg durch einen technischen Knockout in einem Oberligakampf und einen Sieg im Finale bei den Westfalenmeisterschaften im April gegen Ali Dakroub, welcher ebenfalls im Boxzentrum Münster unter Farid Vatanparast trainiert. Im Juli traf er im Finale der NRW-Meisterschaften wieder auf Dakroub und beendete den Kampf mit einem Knockout in der ersten Runde, was ihn erneut zum NRW-Meister machte und für die Deutschen Meisterschaften der Elite im Rahmen der Finals Berlin qualifizierte. Hier schied er jedoch im Auftaktkampf gegen den Vize-Europameister Viktor Jurk aus.
In den folgenden Monaten machte er seine ersten Erfahrungen auf internationalem Parkett. Im August flog er mit der NRW-Auswahl nach Australien und nahm an einem internationalen Boxturnier in Brisbane teil. Dabei musste er sich dem Jugend-Weltmeister Justis Huni knapp geschlagen geben und belegte den zweiten Platz. Einen Monat später im September bestritt er einen Länderkampf gegen den zweimaligen Olympiazweiten Clemente Russo in Cagliari auf Sardinien. Hierbei verlor er knapp und umstritten.
Im Dezember 2019 boxte er auf der nationalen Olympiaqualifikation im Bundesleistungszentrum Kienbaum, konnte sich jedoch nicht durchsetzen.
Währenddessen gab er auch sein Debüt in der 1. Bundesliga für den MBR Hamm. Seine erste Saison wurde aufgrund der COVID-19-Pandemie jedoch vorzeitig Ende Februar 2020 unterbrochen und ausgewertet. Der MBR Hamm konnte mit dem 2. Platz abschließen.
Die durch COVID-19 bedingte Zwangspause im Jahr 2020 nutzte er, um erneut und dauerhaft sein Gewicht zu reduzieren. Er verlor über 22 Kilogramm mit Hilfe des Ernährungsberaters Almir Hodzic. So konnte er im September auf der U-22 Europameisterschafts-Qualifikation in Chemnitz im Round Robin Modus wieder im Schwergewicht antreten und als Sieger hervorgehen. Dieser Sieg war bedeutend für ihn, da er dadurch die Möglichkeit erhielt am Bundesstützpunkt in Schwerin unter Bundestrainer Michael Timm zu trainieren und er sich auch gleichzeitig die Qualifikation für den im Dezember 2020 stattfindenden internationalen Cologne Boxing World Cup 2020 sicherte. Auf diesem internationalen Wettkampf vertrat er die deutsche Nationalmannschaft, musste sich jedoch im Auftaktkampf dem Belgier Victor Schelstraete geschlagen geben.
Im März 2021 konnte er nach einer erneuten Nominierung durch seine Zugehörigkeit zur deutschen Nationalmannschaft, die Bronzemedaille auf dem internationalen Cologne Boxing World Cup 2021 erlangen. Dabei siegte er im Viertelfinale deutlich gegen Andrei Zaplitnii aus Moldawien unterlag allerdings im Halbfinale dem erfahrenen Brasilianer Abner Junior.
Zwei Monate später im Mai 2021 konnte er im tschechischen Usti nad Labem wieder eine Bronzemedaille auf einem internationalen Einladungsturnier gewinnen. Nach einem starken Sieg im Viertelfinale konnte er jedoch aufgrund einer Verletzung am Ellenbogen im Halbfinale nicht weiter boxen.
Am 25. September 2021 konnte er sich in Schwerin deutlich mit 4:1 gegen Jonathan Fischbuch durchsetzen und qualifizierte sich damit für die Weltmeisterschaft im serbischen Belgrad.

## Leben
Dariusz Lassotta wurde am 19. August 1998 in Werne, Deutschland geboren. Seit seinem ersten Lebensjahr lebt er im Bergkamener Stadtteil Oberaden. Auch nach der Trennung seiner Eltern im Alter von fünf Jahren verblieb er dort mit seiner Mutter. Er besuchte die ortsansässige Realschule, welche er 2015 mit der Fachoberschulreife mit Qualifikation verließ. Sein Abitur erlangte er am Lippe Berufskolleg in Lünen. Das anschließende Lehramtsstudium für die Sekundarstufe I mit den Fächern Sport und Sozialwissenschaften nahm er im Wintersemester 2018/19 zunächst an der Technischen Universität Dortmund auf, wechselte im Wintersemester 2020/21 jedoch an die Universität Rostock. Heute trainiert er hauptsächlich am Bundesstützpunkt in Schwerin unter Bundestrainer Michael Timm, kehrt aber regelmäßig an seinen Heimatort zurück, wo er unter der Aufsicht seines Heimtrainers Engin Bereketoglu trainiert.